# Абызова, Елена Николаевна
Елена Николаевна Абызова (род. 1944, Москва) — советский и российский музыковед, пианистка, педагог.

## Биография
Елена Николаевна Абызова родилась 1 января 1944 года в городе Москве.
Начала обучение музыке, как пианистка. В 1960 году поступила в Академическое музыкальное училище при Московской консерватории. Училась на теоретико-композиторском отделении. В 1964 году с отличием окончила училище. Поступила на теоретико-композиторский факультет Московской консерватории, который окончила в 1968 году (класс профессора Льва Абрамовича Мазеля).
В 1962 году начала преподавательскую деятельность. Первое место работы — ДМШ № 5 Бауманского района Москвы (в настоящее время эта школа называется ДМШ имени К. Н. Игумнова). В 1968 году перешла в Центральную музыкальную школу, где начала вести классы музыкально-теоретических дисциплин. С 1982 года была назначена заведующей отделением теории музыки ЦМШ.
В период с 1979 по 2005 годы Елена Николаевна Абызова работала как совместитель на кафедре теории музыки Московской консерватории, где вела сольфеджио, гармонию и педагогическую практику.
Помимо педагогической деятельности в ЦМШ и Московской консерватории, Абызова четыре раза (в 1985, 1986, 2003 и 2008 годах) вела в Югославии (Хорватии) семинары для педагогов по сольфеджио, в 1988 году ездила в командировку для оказания методической помощи в Хабаровск, где работала в Хабаровском музыкальном училище. В 2009 году проводила мастер-класс в Пермском музыкальном колледже.
Елена Николаевна Абызова каждый год принимает участие в организации и проведении Открытой теоретической олимпиады Центральной музыкальной школы. Является автором учебных программ по таким музыкально-теоретическим дисциплинам, как сольфеджио (совместно с другими учителями теоретического отделения Центральной музыкальной школы), анализ музыкальных произведений, гармония, а также программы по сольфеджио для школы Сектора педагогической практики при МГК имени Чайковского.

## Ученики
Елена Николаевна Абызова воспитала множество учеников, среди которых такие известные музыканты, как Михаил Плетнев, Денис Мацуев, Иво Погорелич, Евгений Петров, Артём Агажанов, Павел Карманов, Андрей Диев, Игорь Найдин и другие.

## Награды
- Медаль Ордена «За заслуги перед Отечеством I степени», 21 августа 2018 года за большой вклад в развитие отечественной культуры, искусства, средств массовой информации и многолетнюю плодотворную деятельность[5].
- Знак Министерства культуры СССР «За отличную работу»[6];
- Почетные грамоты профсоюза работников культуры;
- Благодарность Центра по вопросам образования в области культуры и искусства за проведение семинаров для преподавателей сольфеджио (Загреб, Опатия) — 1985 и 2008 годы;

## Публикации
- Абызова Е. Н. Некоторые вопросы тематизма и формы скрипичных концертов И. С. Баха // Вопросы теории музыки. Вып. 3. М.: Музыка, 1975.
- Абызова Е. Н. Модест Петрович Мусоргский. М.: Музыка, 1985; 2–е изд.: 1986. (Серия «Русские и советские композиторы».)
- Абызова Е. Н. Картинки с выставки М. П. Мусоргского: Брошюра. М.: Музыка, 1987.
- Абызова Е. Н. Гармония. Учебник. М.: Музыка, 1994; 2-е изд.: 2012; 3-е изд.: 2022. ISBN 978-5-7140-0967-9.
- Абызова Е. Н. Музыкальные диктанты. М.: Музыка, 2007; 2-е изд.: 2020. ISBN 979-0-66010-042-4.
- Абызова Е. Н. Теория музыки. Задачи и упражнения. Учебное пособие. М.: Музыка, 2013; 2-е изд.: 2020. ISBN 979-5-7140-1260-0.